# 크리플웨어
크리플웨어(Crippleware)는 컴퓨터 소프트웨어와 하드웨어 영역 모두에서 정의되었다. 소프트웨어에서 크리플웨어는 "사용자가 등록 키를 구매할 때까지 인쇄나 파일 저장 기능과 같은 프로그램의 중요한 기능이 비활성화되는 것"을 의미한다. 크리플웨어를 사용하면 소비자는 구매하기 전에 소프트웨어를 볼 수 있지만 비활성화된 기능으로 인해 전체 기능을 테스트할 수는 없다. 하드웨어 크리플웨어는 "완전한 기능을 발휘하도록 설계되지 않은 하드웨어 장치"이다. 하드웨어 장치의 기능은 소비자가 더 비싼 업그레이드 버전에 대한 비용을 지불하도록 장려하기 위해 제한된다. 일반적으로 크리플웨어로 간주되는 하드웨어 장치는 점퍼 와이어 제거와 같은 사소한 변경을 통해 더 나은 성능 또는 최대 성능으로 업그레이드될 수 있다. 제조업체는 자사 제품의 저가형 또는 경제형 버전으로 크리플웨어를 출시할 가능성이 높다.

## 디지털 권한 관리
디지털 권한 관리는 이러한 제품 차별화 전략의 또 다른 예이다. 디지털 파일은 본질적으로 무제한으로 완벽하게 복사될 수 있다. 디지털 권한 관리는 하드웨어 또는 암호화 기술을 사용하여 복사 또는 재생을 제한함으로써 저작권 침해를 방지하는 것을 목표로 한다.

## 같이 보기
- 동글
- 클로즈드 플랫폼
- 계획적 구식화
- 지역 코드